# Endrosa obliterata
Endrosa obliterata là một loài bướm đêm thuộc phân họ Arctiinae, họ Erebidae.